# Egia di Atene
Egia di Atene, a volte chiamato Egesia di Atene (Atene, ... – V secolo a.C.), è stato uno scultore greco antico.

## Biografia
Attivo fra il 490 a.C. e il 460 a.C., fu maestro di Fidia. A lui Plinio il Vecchio attribuisce un Pirro sostenuto da Atena Pallade.